# Carlinhos Aguiar
Carlos Aguiar de Andrade (São Paulo, 19 de abril de 1956), mais conhecido como Carlinhos Aguiar, é um ator, ex-cantor, apresentador de TV e comediante brasileiro.

## Biografia e carreira
Carlos iniciou a sua carreira como um figurante do programa infantil do SBT Bozo nos anos 80, e em 1985 iniciou-se como cantor.
Atuou em câmeras escondidas produzidas por programas humorísticos do SBT apresentados por Silvio Santos, a exemplo do dominical Topa Tudo Por Dinheiro. Foi também um jurado do Show de Calouros, outro programa do SBT extinto em 1996.
Atuou mais tarde em pegadinhas do programa da Rede Record Sorria, Você Está na Record, e participou do Show do Tom em 2007 na mesma emissora. A partir de junho de 2008, voltou a atuar em câmeras escondidas bem como em outros quadros do Programa Silvio Santos do SBT.
Apresentou o programa de auditório Carlinhos Aguiar de Portas Abertas nas madrugadas da CNT e da RedeTV! durante os anos 2000 após o fim das câmeras escondidas do Topa Tudo Por Dinheiro em outubro de 2001. Participou do Programa Hot Hot Hot de Silvio Santos no SBT no quadro Berlinda junto com Mariane Dombrova e outros do elenco do SBT.  O quadro fez sucesso no programa sendo reeditado no novo Programa Silvio Santos como o nome Jogo dos Pontinhos. Em novembro de 2017 foi demitido do SBT saindo do quadro jogo dos pontinhos. Novamento a midia começou a noticiar que a culpada pela saida de Carlinhos Aguiar foi Mara Maravilha, para ficar no lugar dele, no quadro Jogo dos pontinhos, fato esse negado pelo Carlinhos, no TV Fama.
Atuou nos filmes Padre Pedro e a Revolta das Crianças e Carrossel, do SBT como Jurandir de Souza, o ajudante do mecânico Rafael. Em 2014, o SBT estreou o seriado Patrulha Salvadora, um spin-off da novela Carrossel no qual interpretou também o carcereiro atrapalhado Jurandir. Com o mesmo personagem, atuou ainda no filme Carrossel.
Participava do quadro Jogo dos Pontinhos do Programa Silvio Santos bem como esporadicamente de outros quadros do mesmo programa.
Em 13 de novembro de 2017, foi demitido do SBT após 30 anos. Em 29 de novembro de 2017 chegou a ser anunciado como contratado da Band Vale, para comandar o programa Topa Tudo, com pegadinhas nos moldes das câmeras escondidas. Em 11 de janeiro de 2018, o SBT anuncia sua readmissão, Aguiar ficou até outubro de 2020, quando foi desligado pela segunda vez.

## Vida pessoal
Carlinhos é casado com Sueli Aguiar e os dois são pais de Carla e o modelo Caique Aguiar.
Filiado ao Partido Liberal em fevereiro de 2022, ele é candidato a deputado estadual em São Paulo nas eleições.